# Protected Cell Company
Die Protected Cell Company oder PCC (von englisch protected cell: „geschützte Zelle“) ist eine juristische Person, die aus einem Kern und einer beliebigen Anzahl von eigenständigen Zellen besteht.
Eine gesellschaftsrechtliche Variante zur PCC ist die Incorporated Cell Company oder ICC (von englisch incorporated cell: „eingetragene Zelle“). Bei dieser Gesellschaftsform sind sowohl Kern als auch ihre beliebig vielen Zellen eigene Rechtspersönlichkeiten.
Diese Gesellschaftsformen eignen sich vor allem zur Eigenversicherung mittelgrosser Unternehmungen, denen damit eine Alternative zum Rent-a-Captive-Konzept angeboten wird.

## Eigenschaften und Besonderheiten
Mehrheitlich haben diese – dem Zweck der Eigenversicherung dienenden – Gesellschaften eine Rückversicherungslizenz erworben. Als charakteristische Eigenheit sind die den einzelnen Zellen zugeordneten Vermögenswerte gesetzlich voneinander isoliert und damit geschützt. In keinem Fall haftet eine Zelle für Ansprüche Dritter gegenüber einer anderen Zelle. Gläubiger einer bestimmten Zelle können demnach einzig auf die Mittel der betroffenen Zelle greifen. Hingegen besteht für den Gläubiger einer Zelle grundsätzlich die Möglichkeit, sich durch Liquidation von Aktiven des Kerns schadlos zu halten.
Durch diese Wesenszüge eignen sich Protected Cell Companies als Captive-Einrichtung für mehrere, voneinander unabhängige Kunden. Mit der Kombination von Eigenständigkeit der Eigenversicherung über die Zellen sowie der gemeinsamen Abwicklung von Kosten und Kapitalisierung über die Mantelgesellschaft verbinden Protected Cell Companies die Vorteile einer Captive mit jenen einer Rent-a-Captive und stellen eine Weiterentwicklung innerhalb der Alternativen Risikofinanzierung dar.
Die erste Zulassung einer Protected Cell Company erfolgte am 1. Februar 1997 auf der britischen Kanalinsel Guernsey. Heute kennen u. a. die Gerichtsbarkeiten von Gibraltar, Malta, Jersey, Belize, den Bahamas und Vermont diese Gesellschaftsform.
Die gesetzlichen Voraussetzungen zur Zulassung von Incorporated Cell Companies erfolgte erstmals im Februar 2006 in Jersey, danach u. a. in Guernsey, Malta und St. Lucia.

## Schweizerisches Recht
Das Recht der Schweiz steht in seiner gegenwärtigen Ausgestaltung der Einrichtung von Protected Cell Companies entgegen. Das Gesellschaftsrecht sieht keine Strukturen vor, welche es erlauben würden, innerhalb einer Gesellschaft verschiedene, abgegrenzte Vermögenspositionen zu schaffen und Aktien nur auf diese auszugeben. Es ist nicht zu erwarten, dass hier zu Lande der numerus clausus der Gesellschaftsformen aufgebrochen und das Gesellschaftsrecht um die der Protected Cell Company erweitert wird.

## Liechtensteinisches Recht
Das Fürstentum Liechtenstein regelt in den Art 243 ff des Personen- und Gesellschaftsrecht (PGR) die Protected Cell Companies. PCC können seit dem 1. Januar 2015 im Handelsregister eingetragen werden. Die entsprechenden Vorarbeiten der Regierung des Fürstentums Liechtenstein dauerten seit 2013 an.
Eine segmentierten Verbandsperson muss entweder den nachgestellten Zusatz "Segmentierte Verbandsperson" bzw. die Abkürzung "SV" oder den nachgestellten Zusatz "Protected Cell Company" bzw. die Abkürzung "PCC" im Firmenwortlaut enthalten (Art 243b PGR). PCC dürfen ausschließlich folgende Zwecke verfolgen (Art 243 PGR):
1. gemeinnützige oder wohltätige Zwecke im Sinne von Art. 107 Abs. 4a PGR;
2. Erwerb, Verwaltung und Verwertung von Beteiligungen an anderen Unternehmen (Tochterunternehmen);
3. Verwertung von Urheberrechten, Patenten, Marken, Mustern oder Modellen;
4. Einlagensicherungs- und Anlegerschutzsysteme nach Maßgabe der anwendbaren EWR-Rechtsvorschriften.

Für das Verhältnis zwischen der segmentierten Verbandsperson und den einzelnen Segmentvermögen sind die Vorschriften über die Treuhänderschaft gemäß Art. 897 ff. PGR sinngemäß anwendbar, sofern in Gesetz oder Statuten diesbezüglich nichts anderes geregelt ist (Art 243d PGR).
Sonderregelung bezüglich der Haftung der SV in Art 243f Abs. 1 PGR: "Eine segmentierte Verbandsperson hat Dritte, mit denen sie in rechtsgeschäftlichen Kontakt tritt, bei Aufnahme von Vertragsverhandlungen schriftlich über ihre Eigenschaft als segmentierte Verbandsperson zu informieren. Dabei ist bei sonstiger persönlicher, aber nachrangiger Haftung des schuldhaften Organs gegenüber dem Vertragspartner das Segment zu bezeichnen, mit dessen Vermögen die segmentierte Verbandsperson für das betreffende Rechtsverhältnis haftet. Haftet das Kernvermögen, so ist ebenfalls entsprechend darauf hinzuweisen."